# 브론니치
브로니치(러시아어: Бронницы)는 모스크바주에 위치한 도시이며, 모스크바강이 흐르고 있다. 남동쪽으로 57km지점에 모스크바가 위치해 있다. 인구는 1만8,232명 (2002년); 1만1,900명 (1967년)이다.
1453년에 브론니치에서 유래되었다.

## 인구
- 1780: 500[1]
- 1787: 1,500[1]
- 1836: 1,500[2]
- 1897: 3,800
- 1926: 3,800
- 1939: 6,100
- 1959: 10,100
- 1967: 11,900
- 1979: 14,200
- 1989: 16,057[3]
- 2002: 18,232[4]
- 2007: 18,600
- 2010: 21,102[5]